# Первая Иудейская война
Пе́рвая Иуде́йская война́ — восстание евреев в Стране Израиля (66—73 годы) против владычества Римской империи. Восстание было описано еврейским историком Иосифом Флавием, озаглавившим свой труд «Иудейская война».

## Начало восстания
Восстание было вызвано притеснениями Гессия Флора, прокуратора Иудеи. Движущей силой восстания стало движение ревнителей-зелотов. Восстание охватило всю страну Израиля и даже перекинулось на большие еврейские общины в соседних Египте и Сирии; в Александрии, Дамаске и других городах шли убийства и уличные битвы, в которых гибли десятки тысяч человек.

## Разгром Цестия Галла
В 66 году правитель Сирии Гай Цестий Галл двинулся к Иерусалиму c XII Молниеносным легионом (Legio XII Fulminata) для подавления мятежа, и даже смог войти в город, но, отбитый Симоном (Шимоном) бар Гиорой, начал отступать. Во время отступления попал в засаду возле Беф-Орона, потеряв 6 тыс. воинов. Евреи восстановили теократическое правление. Во главе восставших стоял первосвященник Анан, среди предводителей выдвинулись Иосиф бен Матитьягу (Иосиф Флавий), областной военачальник Галилеи, и Иоанн Гискальский.

## Контрнаступление римлян в Галилее
На смену Цестию прислан был Веспасиан, собравший в Антиохии 60 тыс. римских и союзнических воинов. После долгой осады он взял город Иотапату (Йодфат), стоящий между Птолемаидой и Тивериадой; при этом погибло 40 тыс. иудеев, многие сами лишили себя жизни; к числу сдавшихся принадлежал и Иосиф бен Матитьягу, в плену взявший имя Иосиф Флавий.
Другие города Галилеи (в частности Гамла) постигла вскоре та же участь, и уцелевшие отряды зелотов поспешили укрыться в Иерусалиме. Здесь пошли сильные партийные раздоры. Партия умеренных была заподозрена в расположении к римлянам и лишилась всякого влияния; зелоты убили Анана и других вождей умеренной партии и, призвав в Иерусалим идумеян, устроили террористическое управление. Среди них самих вскоре произошёл раскол: вокруг Симона бар Гиоры собралась партия простого народа, вокруг Иоанна Гискальского — образованные классы; третья партия, с Элеазаром во главе, назвалась священнической. Шаг за шагом римские легионы оттеснили восставших к Иерусалиму. В конце 69 г. Иерусалим был взят в плотное кольцо осады. Провозглашение Веспасиана императором и борьба его с Вителлием временно приостановили развитие событий.

## Взятие Иерусалима
Но уже в 70 году сын Веспасиана, Тит, по поручению отца, осадил Иерусалим. Иудеи мужественно защищались; в городе возник сильный голод, и уже в первые месяцы осады от него погибло 115 880 человек. После сопровождавшегося страшной резней и разрушениями взятия города Тит отправился в Рим, где отпраздновал великолепный триумф; в числе пленных, шедших за колесницей триумфатора, были вожди инсургентов, Иоанн и Симон.
Иоанн был брошен в темницу, где и умер, а Симон был казнён. В Иудее, после взятия Иерусалима, война ещё продолжалась с тем же ожесточением с остатками радикального крыла зелотов сикариев; отдельные очаги сопротивления на юге Иудеи продолжали существовать, но и они были подавлены к 73 г. Последней пала Масада. Когда стены крепости были так сильно повреждены, что час от часу ожидалось их падение, сикарии сожгли свои дома и сокровища, убили жен и детей своих и себя.

## Жертвы
В течение всей войны, по словам древних писателей, было убито 600 тыс. человек (при 2-миллионом населении Израиля); число погибших от голода, проданных в рабство и т. д. не определяется, но оно было громадно.
Источники свидетельствуют о многочисленных убийствах восставшими эллинизированного населения в городах Ближнего Востока в первые месяцы войны.

## Результаты
Доставшаяся большой кровью победа над малочисленным народом несла так мало чести, что ни Веспасиан, ни Тит не захотели принять титул Judaicus («победитель иудеев»). Только надписи на монетах, выбитых в честь победы, говорили о «покорённой Иудее». Иудея была разделена на участки и роздана или распродана новым поселенцам; подать, которую иудеи платили в Иерусалимский храм, они теперь должны были платить новопостроенному храму Юпитера Капитолийского. Управление провинцией было отделено от Сирии; наместником назначался обыкновенно преторианский легат императора.